# Andre Miller
Andre Lloyd Miller (Los Ángeles, California, 19 de marzo de 1976) es un exjugador y entrenador de baloncesto estadounidense que disputó 17 temporadas en la NBA. Con 1,88 metros de altura, jugaba en la posición de base.

## Carrera

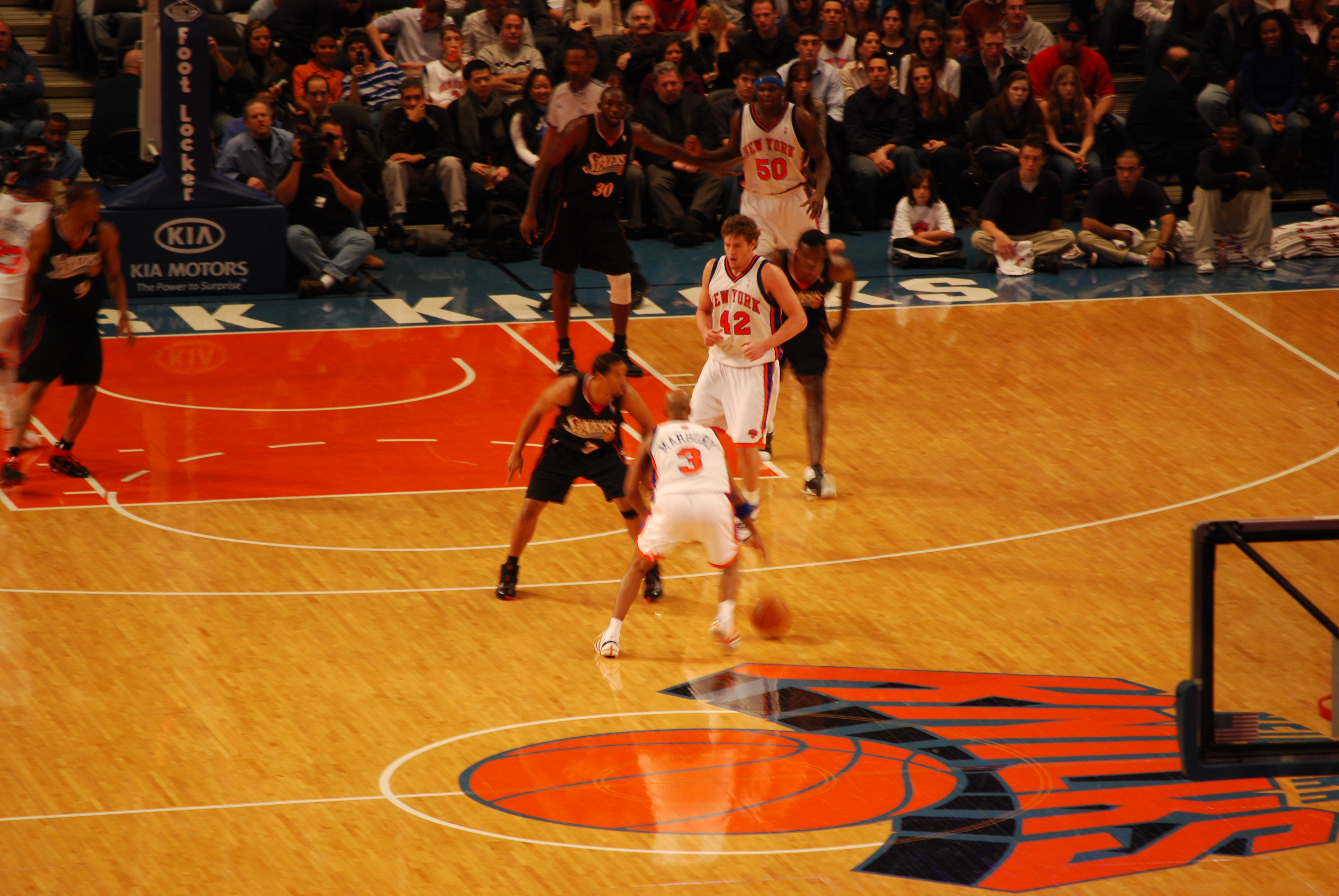
Philadelphia 76ers vs. New York Knicks, con Andre Miller, David Lee y Stephon Marbury entre otros.

### Universidad
Miller procede de la Universidad de Utah, donde completó el ciclo universitario de 4 años. En 1998 completó su último año con la clasificación de los Utes a la Final Four, donde cayeron frente a Kentucky. Aquel año firmó números que le valieron ser un top 10 del draft: 15.8 puntos, 5.4 rebotes, 5.6 asistencias y 2.5 robos de balón, mejorando muy sensiblemente los números de su tercer año. Incluso se marcó algún que otro triple doble en la March Madness. Compartía equipo con Keith Van Horn y Michael Doleac, que a la postre también jugarían en la NBA. En Utah se graduó en Sociología, y en 1998 comenzó a trabajar en un master.

### NBA
Andre Miller fue drafteado por Cleveland Cavaliers con el n.º 8 del draft de 1999. Los promedios de su año rookie fueron alentadores, 11.1 puntos, 5.8 asistencias y 3.4 rebotes en una franquicia en completa reconstrucción como eran los Cavs. En las dos siguientes campañas, desde el 2000 al 2002 se instalaría entre los mejores bases de la liga. En su año sophomore incrementó sus números hasta los 15.8 puntos, 8 asistencias y 4.4 rebotes.
El año de su confirmación llegaría definivitamente un año después, con 16.5 puntos, 10.9 asistencias y 4.7 rebotes. Pero lo verdaderamente frustrante es que en Cleveland no se veía la luz al final del túnel y en estas 3 primeras campañas de Andre en la liga, no se pasó de 30 victorias en ninguna de ellas. A raíz de eso el equipo buscó un traspaso con la mejor moneda de cambio que tenían. En una operación que con el tiempo se tornó en un error, Cleveland mandó a Andre Miller y a Bryant Stith a Los Angeles Clippers a cambio de Darius Miles y Harold Jamison. Ni Miles triunfaría como el jugador franquicia para el que se le fichó ni Miller ofreció en Clippers un rendimiento parecido al de Cleveland.
En esa temporada 2002-03, posiblemente Clippers conjuntó una de las mejores plantillas de su historia, sin embargo, no llegaron más que a las 27 victorias. Acabó la temporada con 13.6 puntos, 4 rebotes y 6.7 asistencias.
En 2003 cambió de aires y firmó un contrato multianual con Denver Nuggets, donde se mantendría hasta la 2006-07 jugando, por fin, playoffs con el equipo de Denver pero siempre sin superar la 1.ª ronda. Allí, aunque mantuvo unos números parecidos a los de Clippers jugó un papel muy importante en el resurgimiento de la franquicia.
El 19 de diciembre de 2006 sería traspasado a Philadelphia 76ers como parte del traspaso de Allen Iverson. Durante su carrera, Andre Miller se ha consolidado como un jugador de hierro, perdiéndose tan solo cinco partidos en el tiempo que lleva en la NBA. A lo largo de carrera ha conseguido siete triples-dobles.
El 24 de julio de 2009 fichó por Portland Trail Blazers un contrato por tres temporadas a cambio de 21 millones de dólares.
Durante el 2011 Miller estuvo involucrado en un intercambio para enviarlo a los Nuggets, junto con los derechos de la n º 26 de la lotería de Jordan Hamilton a cambio de Raymond Felton. En su primer partido con Denver, Miller terminó con 18 puntos, 5 rebotes, 5 asistencias, 3 robos y 1 tapón en la victoria por 115-93 sobre los campeones defensores Dallas Mavericks.
El 11 de julio de 2012, Miller volvió a firmar con los Nuggets en un contrato de tres años.
[actualizar]
El 3 de agosto de 2015, firma con Minnesota Timberwolves. Pero el 25 de febrero es cortado por los Timberwolves. El 29 de febrero firma con San Antonio Spurs por lo que resta de temporada. Con los Spurs disputó 13 encuentros, 4 de ellos de titular, los que serían sus últimos encuentros como profesional en la NBA.

### Selección nacional
Con la selección júnior estadounidense, participó en el Mundial Sub-21 de 1997 quedando en quinta posición.
En verano de 1998 fue parte del equipo que representó a Estados Unidos en los Goodwill Games de 1998, y que se llevó la medalla de oro, repitiendo logro tres años después en los Goodwill Games de 2001.
Miller fue integrante del combinado absoluto estadounidense que participó en el Mundial de 2002 y que terminó en sexta posición.

## Estadísticas de su carrera en la NBA
|  | Líder de la liga |

### Temporada regular
| Año     | Equipo        | PJ    | PT  | MPP  | %TC  | %3P  | %TL  | RPP | APP  | ROB | TPP | PPP  |
| ------- | ------------- | ----- | --- | ---- | ---- | ---- | ---- | --- | ---- | --- | --- | ---- |
| 1999-00 | Cleveland     | 82    | 36  | 25.5 | .449 | .204 | .774 | 3.4 | 5.8  | 1.0 | .2  | 11.1 |
| 2000-01 | Cleveland     | 82    | 82  | 34.7 | .452 | .266 | .833 | 4.4 | 8.0  | 1.5 | .3  | 15.8 |
| 2001-02 | Cleveland     | 81    | 81  | 37.3 | .454 | .253 | .817 | 4.7 | 10.9 | 1.6 | .4  | 16.5 |
| 2002-03 | L.A. Clippers | 80    | 80  | 36.4 | .406 | .213 | .795 | 4.0 | 6.7  | 1.2 | .1  | 13.6 |
| 2003-04 | Denver        | 82    | 82  | 34.6 | .457 | .185 | .832 | 4.5 | 6.1  | 1.7 | .3  | 14.8 |
| 2004-05 | Denver        | 82    | 82  | 34.8 | .477 | .154 | .838 | 4.1 | 6.9  | 1.5 | .1  | 13.6 |
| 2005-06 | Denver        | 82    | 82  | 35.8 | .463 | .185 | .738 | 4.3 | 8.2  | 1.3 | .2  | 13.7 |
| 2006-07 | Denver        | 23    | 23  | 35.7 | .472 | .250 | .729 | 4.5 | 9.1  | 1.6 | .2  | 13.0 |
| 2006-07 | Philadelphia  | 57    | 56  | 37.6 | .464 | .053 | .808 | 4.4 | 7.3  | 1.3 | .1  | 13.6 |
| 2007-08 | Philadelphia  | 82    | 82  | 36.8 | .492 | .088 | .772 | 4.0 | 6.9  | 1.3 | .1  | 17.0 |
| 2008-09 | Philadelphia  | 82    | 82  | 36.3 | .473 | .283 | .826 | 4.5 | 6.5  | 1.3 | .2  | 16.3 |
| 2009-10 | Portland      | 82    | 66  | 30.5 | .445 | .200 | .821 | 3.2 | 5.4  | 1.1 | .1  | 14.0 |
| 2010-11 | Portland      | 81    | 81  | 32.7 | .460 | .108 | .853 | 3.7 | 7.0  | 1.4 | .2  | 12.7 |
| 2011-12 | Denver        | 66    | 7   | 27.4 | .438 | .217 | .811 | 3.3 | 6.7  | 1.0 | .1  | 9.7  |
| 2012-13 | Denver        | 82    | 11  | 26.2 | .479 | .266 | .840 | 2.9 | 5.9  | .9  | .1  | 9.6  |
| 2013-14 | Denver        | 30    | 2   | 19.0 | .458 | .500 | .745 | 2.4 | 3.3  | .5  | .2  | 5.9  |
| 2013-14 | Washington    | 28    | 0   | 14.7 | .460 | .667 | .833 | 2.0 | 3.5  | .7  | .1  | 3.8  |
| 2014-15 | Washington    | 51    | 0   | 12.4 | .542 | .125 | .718 | 1.5 | 2.8  | .3  | .0  | 3.6  |
| 2014-15 | Sacramento    | 30    | 0   | 20.7 | .459 | .231 | .789 | 2.5 | 4.7  | .6  | .1  | 5.7  |
| 2015-16 | Minnesota     | 26    | 0   | 10.8 | .621 | .250 | .789 | .9  | 2.2  | .3  | .0  | 3.4  |
| 2015-16 | San Antonio   | 13    | 4   | 13.9 | .479 | .250 | .692 | 2.1 | 2.2  | .5  | .0  | 4.3  |
| Total   | Total         | 1,304 | 939 | 30.9 | .461 | .217 | .807 | 3.7 | 6.5  | 1.2 | .2  | 12.5 |

### Playoffs
| Año   | Equipo       | PJ | PT | MPP  | %TC  | %3P  | %TL   | RPP | APP | ROB | TPP | PPP  |
| ----- | ------------ | -- | -- | ---- | ---- | ---- | ----- | --- | --- | --- | --- | ---- |
| 2004  | Denver       | 5  | 5  | 34.8 | .472 | .000 | .818  | 4.6 | 3.2 | 1.6 | .0  | 15.4 |
| 2005  | Denver       | 5  | 5  | 36.8 | .424 | .500 | .719  | 5.2 | 5.2 | 2.0 | .2  | 16.2 |
| 2006  | Denver       | 5  | 5  | 36.4 | .442 | .000 | .824  | 4.4 | 7.2 | 1.0 | .2  | 16.4 |
| 2008  | Philadelphia | 6  | 6  | 38.2 | .438 | .000 | .636  | 3.2 | 3.3 | .8  | .0  | 15.3 |
| 2009  | Philadelphia | 6  | 6  | 43.0 | .475 | .300 | .824  | 6.3 | 5.3 | 1.2 | .2  | 21.2 |
| 2010  | Portland     | 6  | 6  | 35.0 | .405 | .429 | .775  | 3.2 | 6.0 | 1.2 | .2  | 15.7 |
| 2011  | Portland     | 6  | 6  | 32.3 | .493 | .400 | .792  | 3.2 | 5.5 | .3  | .0  | 14.8 |
| 2012  | Denver       | 7  | 0  | 28.6 | .425 | .571 | .867  | 5.6 | 6.0 | 1.3 | .1  | 11.3 |
| 2013  | Denver       | 6  | 0  | 25.7 | .420 | .455 | .778  | 3.3 | 3.8 | .3  | .0  | 14.0 |
| 2014  | Washington   | 11 | 0  | 9.8  | .463 | .333 | .556  | 1.0 | .8  | .2  | .0  | 4.0  |
| 2016  | San Antonio  | 5  | 0  | 7.0  | .429 | .333 | 1.000 | 1.0 | 1.4 | .0  | .0  | 1.8  |
| Total | Total        | 68 | 39 | 28.4 | .446 | .383 | .768  | 3.5 | 4.1 | .9  | .1  | 12.6 |